# Alcyonidium capronae
Alcyonidium capronae är en mossdjursart som beskrevs av Winston och Hakansson 1986. Alcyonidium capronae ingår i släktet Alcyonidium och familjen Alcyonidiidae. Inga underarter finns listade i Catalogue of Life.